# Sertânia
Sertânia é um município brasileiro do estado de Pernambuco.

## História
O atual território do município era habitado por indígenas Cariris da nação Tapuya ( Piripães, Caraíbas, Rodelas, Jeritacés); quando se iniciou a ocupação do local pelos povos europeus.  A captura e o aprisionamento dos indígenas para o trabalho na atividade canavieira foi o marco do povoamento após a ocupação do território originário. Há indícios de que os holandeses já haviam pisado na região durante a Insurreição Pernambucana, buscando ajuda dos indígenas Cariris para a luta contra os portugueses.
Em 1792, Antão Alves, natural do município pernambucano de Vitória de Santo Antão, se muda para o povoado de Moxotó e desenvolve negócios com gado. Estabeleceu-se com a filha do português Raimundo Ferreira de Brito, Dona Catarina, e formou uma fazenda de gado nas terras do sogro português. No início do século XIX, Antão Alves inicia a construção de uma igreja dedicada à Nossa Senhora da Conceição, cedendo à igreja uma data de uma légua quadrada de terra.
O povoamento das terras do município se deu ao redor da igreja, como de costume na população nordestina, que sempre se estabelecia em locais onde houvesse igreja ou perto de lagos e rios. Neste caso, a existência do rio Moxotó muito favoreceu o crescimento do povoado.
O município de Sertânia foi elevado à categoria de distrito em 1942, como o nome inicial de Alagoa de Baixo. No mesmo dia foi criada a freguesia, cuja sede foi transferida para o povoado de Jeritacó. O topônimo Sertânia significa: "cidade sertaneja".

## Geografia

### Vegetação
A vegetação de Sertânia é a caatinga hiperxerófila.

### Clima
O clima da cidade é o semiárido, do tipo Bsh', com chuvas de verão-outono.
| Dados climatológicos para Sertânia (1991-2020)     | Dados climatológicos para Sertânia (1991-2020) | Dados climatológicos para Sertânia (1991-2020) | Dados climatológicos para Sertânia (1991-2020) | Dados climatológicos para Sertânia (1991-2020) | Dados climatológicos para Sertânia (1991-2020) | Dados climatológicos para Sertânia (1991-2020) | Dados climatológicos para Sertânia (1991-2020) | Dados climatológicos para Sertânia (1991-2020) | Dados climatológicos para Sertânia (1991-2020) | Dados climatológicos para Sertânia (1991-2020) | Dados climatológicos para Sertânia (1991-2020) | Dados climatológicos para Sertânia (1991-2020) | Dados climatológicos para Sertânia (1991-2020) |
| Mês                                                | Jan                                            | Fev                                            | Mar                                            | Abr                                            | Mai                                            | Jun                                            | Jul                                            | Ago                                            | Set                                            | Out                                            | Nov                                            | Dez                                            | Ano                                            |
| -------------------------------------------------- | ---------------------------------------------- | ---------------------------------------------- | ---------------------------------------------- | ---------------------------------------------- | ---------------------------------------------- | ---------------------------------------------- | ---------------------------------------------- | ---------------------------------------------- | ---------------------------------------------- | ---------------------------------------------- | ---------------------------------------------- | ---------------------------------------------- | ---------------------------------------------- |
| Temperatura máxima média (°C)                      | 33,8                                           | 33,7                                           | 33,4                                           | 32                                             | 30,6                                           | 29                                             | 28,9                                           | 30                                             | 31,8                                           | 33,5                                           | 34,3                                           | 33,9                                           | 32,1                                           |
| Temperatura média compensada (°C)                  | 26,5                                           | 26,3                                           | 26,3                                           | 25,1                                           | 23,9                                           | 22,5                                           | 22,1                                           | 22,5                                           | 24,2                                           | 25,7                                           | 26,6                                           | 26,5                                           | 24,9                                           |
| Temperatura mínima média (°C)                      | 20                                             | 20,5                                           | 20,6                                           | 20,2                                           | 18,9                                           | 17,2                                           | 16,4                                           | 15,9                                           | 17,1                                           | 18,9                                           | 20                                             | 20,3                                           | 18,8                                           |
| Precipitação (mm)                                  | 72,2                                           | 83,5                                           | 97,9                                           | 86,2                                           | 58,3                                           | 33,9                                           | 25,4                                           | 10,9                                           | 0,9                                            | 11,8                                           | 12,9                                           | 25,1                                           | 518,9                                          |
| Dias com precipitação (≥ 1 mm)                     | 4                                              | 5                                              | 6                                              | 6                                              | 5                                              | 3                                              | 3                                              | 1                                              | 0                                              | 1                                              | 1                                              | 2                                              | 36                                             |
| Fonte: Atlas Climatológico do Estado de Pernambuco |                                                |                                                |                                                |                                                |                                                |                                                |                                                |                                                |                                                |                                                |                                                |                                                |                                                |

### Distritos e povoados
- Sede
- Algodões
- Henrique Dias
- Rio da Barra
- Albuquerque-Né
- Povoados: Pernambuquinho, Waldemar Siqueira, Moderna, Caroalina, Várzea Velha, Umburanas e Cruzeiro do Nordeste.